# Euphyia respondens
Euphyia respondens là một loài bướm đêm trong họ Geometridae.